# Manhattan (film, 1979)
Manhattan är en amerikansk romantisk komedifilm från 1979 i regi av Woody Allen. Manuset skrevs av Allen och Marshall Brickman. Den är filmad helt i svartvitt. I huvudrollerna ses Allen, Diane Keaton, Michael Murphy, Mariel Hemingway, Meryl Streep och Anne Byrne.
Filmen hade svensk premiär den 12 mars 1980 på biografen Park i Stockholm.

## Handling
Isaac Davis (Woody Allen) har just lämnats av sin fru Jill (Meryl Streep) för en kvinna. Han inleder då ett förhållande med 17-åriga Tracy (Mariel Hemingway). Isaacs bäste vän Yale Pollack (Michael Murphy) vänstrar med journalisten Mary (Diane Keaton). Han älskar både sin fru och Mary men bestämmer sig för att lämna Mary. Isaac och Mary blir ihop, men Mary och Yale fortsätter att träffas.

## Rollista
- Woody Allen – Isaac Davis
- Diane Keaton – Mary Wilkie
- Michael Murphy – Yale Pollack
- Mariel Hemingway – Tracy
- Meryl Streep – Jill Davis
- Anne Byrne – Emily Pollack
- Michael O'Donoghue – Dennis
- Wallace Shawn – Jeremiah
- Karen Ludwig – Connie

## Nomineringar och utmärkelser
- Filmen nominerades till två Oscars; bästa kvinnliga biroll (Mariel Hemingway) samt bästa originalmanus, men vann inget pris.